# Relaciones Argentina-República Dominicana
Las relaciones Argentina-República Dominicana son las relaciones bilaterales entre la República Argentina y la República Dominicana.

## Historia
Argentina y República Dominicana son dos países con una rica historia compartida que se remonta a la época de la colonización española. Ambas naciones comparten la herencia de la cultura hispánica, así como una tradición común de lucha por la independencia y la libertad. A lo largo de los años, se ha desarrollado una estrecha relación entre los dos países basada en el respeto mutuo y la colaboración en diferentes ámbitos.

## Comercio bilateral e Inversiones mutuas
El comercio bilateral entre Argentina y República Dominicana ha experimentado un crecimiento constante en los últimos años. Ambos países han firmado acuerdos comerciales que han facilitado el intercambio de bienes y servicios, lo que ha contribuido al fortalecimiento de sus economías. Argentina es uno de los principales socios comerciales de República Dominicana en América Latina, especialmente en sectores como la agricultura, la energía y la tecnología.
Además, las inversiones mutuas entre Argentina y República Dominicana han aumentado significativamente en sectores como el turismo, la industria alimentaria y la construcción. Empresas argentinas han invertido en República Dominicana, contribuyendo al desarrollo económico del país caribeño, mientras que empresas dominicanas han encontrado oportunidades de negocio en Argentina.

## Cooperación internacional e intercambio cultural
Argentina y República Dominicana mantienen una estrecha cooperación en el ámbito internacional, trabajando juntos en temas como el cambio climático, la lucha contra la pobreza y la defensa de los derechos humanos. Ambos países son miembros activos de organismos internacionales como la ONU y la OEA, donde colaboran en la promoción de la paz y la seguridad en la región.
Además, el intercambio cultural entre Argentina y República Dominicana ha sido fundamental para fortalecer los lazos entre ambos países. Se han realizado numerosos intercambios culturales, exposiciones artísticas y festivales de música que han permitido a sus ciudadanos conocer y apreciar la riqueza cultural de la otra nación.

## Política, diplomacia y defensa
En el ámbito político y diplomático, Argentina y República Dominicana mantienen una relación cordial y constructiva. Ambos países han firmado acuerdos de cooperación en materia de seguridad, migración y comercio, lo que ha contribuido a fortalecer su relación bilateral. Además, Argentina ha apoyado a República Dominicana en su lucha contra el narcotráfico y la delincuencia organizada, proporcionando asistencia técnica y capacitación a las autoridades dominicanas.
En el ámbito de la defensa, Argentina y República Dominicana han llevado a cabo ejercicios militares conjuntos con el objetivo de fortalecer la cooperación en materia de seguridad regional. Ambos países comparten el compromiso de promover la paz y la estabilidad en la región, trabajando juntos para hacer frente a los desafíos comunes en materia de seguridad.

## Turismo, Arte y patrimonio
El turismo es un elemento clave en la relación entre Argentina y República Dominicana, ya que ambos países cuentan con una rica oferta turística que atrae a visitantes de todo el mundo. Argentina es famosa por sus paisajes naturales y su rica cultura, mientras que República Dominicana es conocida por sus playas paradisíacas y su ambiente caribeño.
Además, el arte y el patrimonio son elementos fundamentales en la relación entre Argentina y República Dominicana. Ambos países comparten una rica tradición artística y cultural, que se refleja en sus museos, galerías de arte y festivales culturales. La UNESCO ha reconocido el valor de su patrimonio cultural, incluyendo sitios como el tango argentino y la música dominicana.
En resumen, la relación entre Argentina y República Dominicana es una de amistad y cooperación, basada en una historia compartida y valores comunes. Ambos países han trabajado juntos en diferentes ámbitos, como el comercio, la cultura, la política y la defensa, con el objetivo de fortalecer su relación bilateral y promover el desarrollo sostenible en la región. Sin duda, la colaboración entre Argentina y República Dominicana seguirá creciendo en los próximos años, en beneficio mutuo de ambos países y sus ciudadanos.

## Misiones diplomáticas
- Argentina tiene una embajada en Santo Domingo.[10]
- República Dominicana tiene una embajada en Buenos Aires.[11]